# Прошћење
Прошћење је насеље у општини Мојковац у Црној Гори. Према попису из 2003. било је 755 становника (према попису из 1991. било је 867 становника).

## Демографија
У насељу Прошћење живи 584 пунолетна становника, а просечна старост становништва износи 38,7 година (36,4 код мушкараца и 41,4 код жена). У насељу има 206 домаћинстава, а просечан број чланова по домаћинству је 3,67.
Становништво у овом насељу веома је хетерогено, а у последња три пописа, примећен је пад у броју становника.
|  |

| Демографија | Демографија | Демографија |
| Година      | Становника  | Становника  |
| ----------- | ----------- | ----------- |
|             |             |             |
|             |             |             |
|             |             |             |
|             |             |             |
| 1948.       | 1.396       |             |
| 1953.       | 1.514       |             |
| 1961.       | 1.592       |             |
| 1971.       | 1.506       |             |
| 1981.       | 1.100       |             |
| 1991.       | 867         | 859         |
| 2003.       | 761         | 755         |
|             |             |             |

| Етнички састав према попису из 2003.‍ | Етнички састав према попису из 2003.‍ | Етнички састав према попису из 2003.‍ | Етнички састав према попису из 2003.‍ | Етнички састав према попису из 2003.‍ |
| ------------------------------------ | ------------------------------------ | ------------------------------------ | ------------------------------------ | ------------------------------------ |
|                                      |                                      |                                      |                                      |                                      |
| Црногорци                            | Црногорци                            |                                      | 406                                  | 53,77%                               |
| Срби                                 | Срби                                 |                                      | 315                                  | 41,72%                               |
| Југословени                          | Југословени                          |                                      | 2                                    | 0,26%                                |
| непознато                            | непознато                            |                                      | 4                                    | 0,52%                                |

| Година пописа     | 1948. | 1953. | 1961. | 1971. | 1981. | 1991. | 2003. |
| ----------------- | ----- | ----- | ----- | ----- | ----- | ----- | ----- |
| Број домаћинстава | 223   | 265   | 282   | 262   | 222   | 211   | 207   |

| Број чланова      | 1   | 2  | 3  | 4  | 5  | 6  | 7  | 8  | 9 | 10 и више | Просек |
| ----------------- | --- | -- | -- | -- | -- | -- | -- | -- | - | --------- | ------ |
| Број домаћинстава | 206 | 33 | 49 | 26 | 27 | 29 | 19 | 14 | 5 | 2         | 2      |

| Пол    | Укупно | Неожењен/Неудата | Ожењен/Удата | Удовац/Удовица | Разведен/Разведена | Непознато |
| ------ | ------ | ---------------- | ------------ | -------------- | ------------------ | --------- |
| Мушки  | 336    | 151              | 167          | 15             | 2                  | 1         |
| Женски | 280    | 72               | 172          | 31             | 4                  | 1         |
| УКУПНО | 616    | 223              | 339          | 46             | 6                  | 2         |

| Пол    | Укупно                    | Пољопривреда, лов и шумарство | Рибарство                            | Вађење руде и камена | Прерађивачка индустрија       |
| ------ | ------------------------- | ----------------------------- | ------------------------------------ | -------------------- | ----------------------------- |
| Мушки  | 105                       | 59                            | 0                                    | 0                    | 15                            |
| Женски | 32                        | 12                            | 0                                    | 0                    | 2                             |
| УКУПНО | 137                       | 71                            | 0                                    | 0                    | 17                            |
| Пол    | Производња и снабдевање   | Грађевинарство                | Трговина                             | Хотели и ресторани   | Саобраћај, складиштење и везе |
| Мушки  | 1                         | 1                             | 3                                    | 2                    | 4                             |
| Женски | 0                         | 0                             | 4                                    | 0                    | 0                             |
| УКУПНО | 1                         | 1                             | 7                                    | 2                    | 4                             |
| Пол    | Финансијско посредовање   | Некретнине                    | Државна управа и одбрана             | Образовање           | Здравствени и социјални рад   |
| Мушки  | 0                         | 0                             | 17                                   | 2                    | 0                             |
| Женски | 1                         | 0                             | 2                                    | 6                    | 2                             |
| УКУПНО | 1                         | 0                             | 19                                   | 8                    | 2                             |
| Пол    | Остале услужне активности | Приватна домаћинства          | Екстериторијалне организације и тела | Непознато            | Непознато                     |
| Мушки  | 0                         | 0                             | 0                                    | 1                    | 1                             |
| Женски | 1                         | 0                             | 0                                    | 2                    | 2                             |
| УКУПНО | 1                         | 0                             | 0                                    | 3                    | 3                             |